# Banque de Belgique
Ne doit pas être confondu avec Banque nationale de Belgique ou Société générale de Belgique.
La Banque de Belgique est une ancienne banque belge.

## Historique
La Banque de Belgique est fondée par Charles de Brouckère le 26 février 1835 pour faire contrepoids à la Société générale de Belgique. Celle-ci avait abandonné ses activités de caisse d'épargne et Charles de Brouckère présente donc cette nouvelle banque sous un aspect philanthropique. Les deux institutions vont alors entrer dans une certaine concurrence étant donné qu’elles sont les deux principales banques émettrices.
Quelques années après sa création, la Banque de Belgique connait un essoufflement. En 1838 survient alors une crise économique. Une menace de guerre est à nouveau présente, la vie économique baisse et la Banque de Belgique se porte mal. À la fin de l'année 1838, elle est obligée de suspendre ses activités. Elle décide alors de ne s’occuper plus que de la gestion d’épargne. Elle en vient à « prêter » généreusement des personnes ayant déjà des dettes dans la Société Générale. La banque est alors aidée par les Rothschild qui vont aller représenter la banque à Paris. Le ministre des finances aide alors financièrement la banque afin qu'elle puisse reprendre ses activités. En 1838-1839, l'État doit intervenir et en 1841, Jonathan-Raphaël Bischoffsheim sauve la banque de la faillite en souscrivant pour dix millions d'actions. Une période de reconstruction de la Banque suivra.
Elle participe activement à l'industrialisation de la Belgique naissante et devient la deuxième banque du pays. Elle accorde non seulement des prêts aux entreprises, mais prend également des participations. Un nouveau renflouement est nécessaire en 1848, lorsque l'institution n'est pas en mesure d'honorer les billets émis. Cela conduit à la création de la Banque nationale de Belgique (1850). Après de nombreuses négociations, Walthère Frère-Orban signe avec la Société Générale et la Banque de Belgique deux conventions. Selon le prescrit de ces deux conventions, la Société, d’une part, et la Banque, d’autre part, s’uniraient afin de participer à la formation du capital d’une banque nouvelle, nommée la Banque Nationale de Belgique. Néanmoins, ces deux institutions n’ont point été supprimées. Elles ont subsisté comme établissements industriels. Peu de temps après, un projet de loi instituant « la Banque Nationale » fut introduit par le Parlement. Ainsi, par la loi du 5 mai 1850, la Banque Nationale de Belgique voyait le jour.
L'année de crise 1876 annonce la faillite de la Banque de Belgique, entraînée dans la débâcle de l'industriel Simon Philippart. Les grandes banques interviennent et forment un consortium temporaire avec la Banque de Belgique (jusqu'au 20 août 1877). Ils réussissent ainsi à éviter le pire des scénarios, mais une véritable reprise n'est pas suivi. Lors d'une nouvelle crise en 1885, la banque est mise en liquidation. Les dettes impayées ont finalement été payées (sur la période allant jusqu'à 1897), mais l'institution a définitivement disparu.